# Common Lisp
Common Lisp (Комън Лисп, „Общ Лисп“) е един от езиците за програмиране в семейството Лисп.
Спецификацията му, чийто основен автор е Гай Стийл, е създадена в началото на 1980-те години.

## Пример
```
;; дефиниция на функция:

(
defun
 
factorial
 
(
n
)

  
"Връща N факториел."
; реализация с опашна рекурсия

  
(
declare
 
(
type
 
(
integer
 
0
)
 
n
))

  
(
labels
 
((
f
 
(
n
 
a
)

             
(
if
 
(
=
 
n
 
0
)

                 
a

               
(
f
 
(
-
 
n
 
1
)
 
(
*
 
n
 
a
)))))

    
(
f
 
n
 
1
)))

```